# Filino de Agrigento
Filino de Agrigento (século III a.C.) foi um historiador da Magna Grécia que viveu durante a Primeira Guerra Púnica e escreveu a sua história a partir de um  ponto de vista pró-cartaginense. Seus escritos foram usados como uma fonte de Políbio para a sua descrição da Primeira Guerra Púnica. Apesar de Políbio usar os escritos de Filino ele também acusa de serem enviesados e inconsistentes. Filino alegava que a intervenção inicial romana na Sicília, no início da Primeira Guerra Púnica violou um tratado entre Roma e Cartago, que reconhecia a soberania romana na península Itálica e controle cartaginês na Sicília.